# Severnyy (huyện của Novosibirsk)
Huyện Severnyy (tiếng Nga: ? райо́н) là một huyện hành chính tự quản (raion), của Tỉnh Novosibirsk, Nga. Huyện có diện tích 15626 kilômét vuông, dân số thời điểm ngày 1 tháng 1 năm 2000 là 12600 người. Trung tâm của huyện đóng ở Severnoye.